# Cremera
Il Crèmera è un fiume del Lazio che scorre a nord di Roma e costituisce uno degli affluenti di destra del Tevere. Nel suo corso attraversa la zona protetta del parco Regionale di Veio detta valle del Sorbo.

## Descrizione

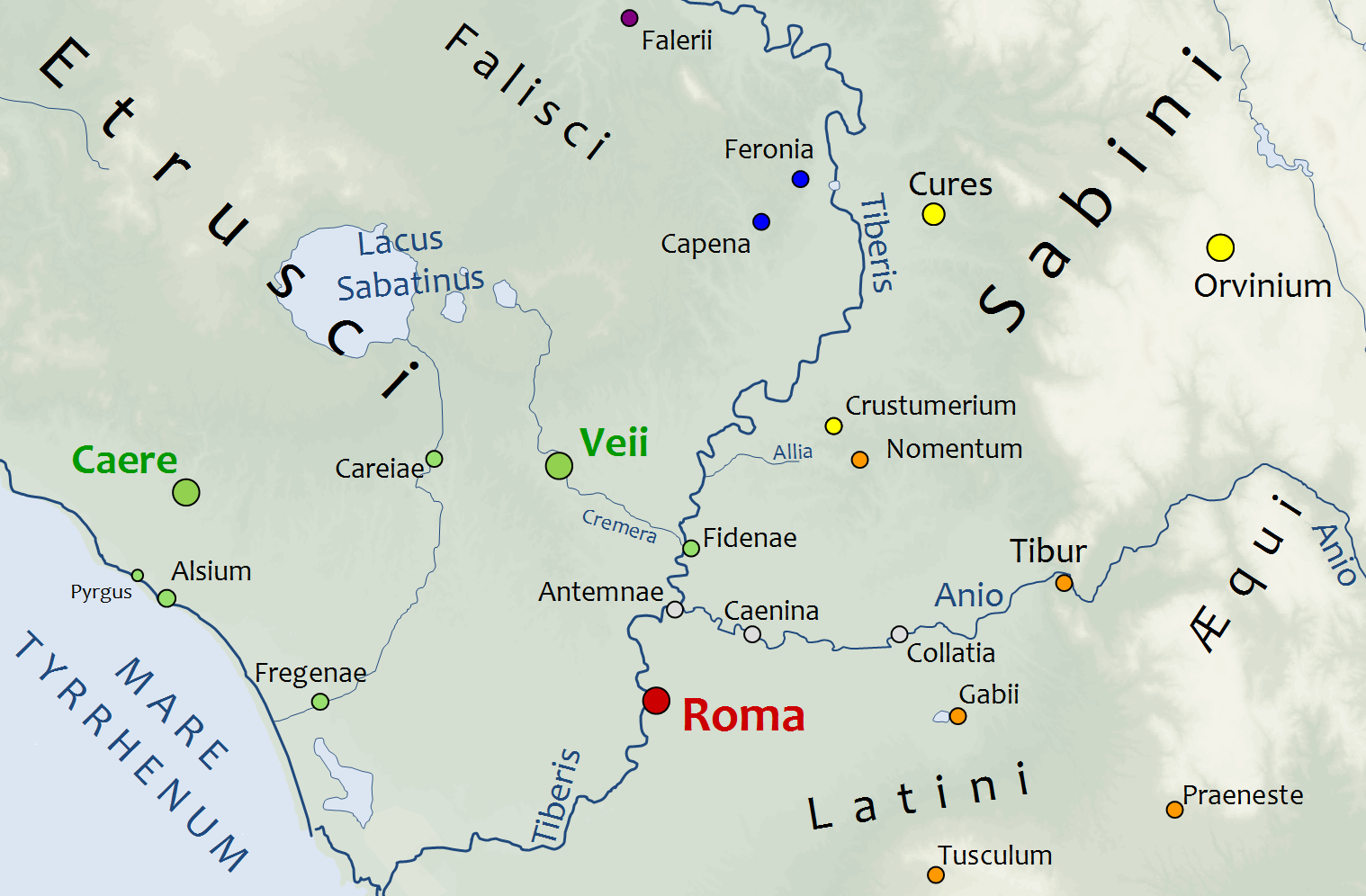
Posizione del Cremera nel Latium vetus.

Il Cremera (detto anche Valchetta) è formato dalla confluenza di due torrenti: il Fosso della Mola dei Monti e il Fosso della Mola di Formello. Altri importanti affluenti sono, da sinistra il Fosso dei Pantanicci e il Fosso della Vaccareccia, da destra il Fosso Piordo.

## Ambiente
L'ambiente del Cremera è quello classico dei territori a nord di Roma, caratterizzati da colline tufacee non molto elevate originate in epoca quaternaria dall'attività del Vulcano Sabatino, intervallate da valloni scavati dai fossi. Le colline, ove non sfruttate a fini agricoli, sono ricoperte da boschi di querce. Lungo il corso del fiume si trovano alcune sorgenti di acque oligominerali.

## Flora
La zona attraversata dal Cremera è caratterizzata da una differente vegetazione in relazione alla presenza umana. Si hanno infatti zone destinate ad uso agrario o a pascolo o con presenza di centri urbani ove prevalgono le specie di arbusti come il prugnolo ed il biancospino e ampi spazi naturali ove si ha prevalenza di macchia mediterranea e boschi misti di querce e lecci.
Nella zona più a nord prevalgono querceti misti di lecci e querce da sughero ed in cui il sottobosco è caratterizzato dalla presenza di arbusti di cisto, corbezzolo, erica, fillirea, lentisco e mirto. Nella parte più a sud della valle del Sorbo sono invece più diffuse la specie quali la roverella, il cerro e la farnia. In queste zone il sottobosco è prevalentemente formato da prugnolo, biancospino e rovo.
Infine lungo le rive del fiume si incontra la vegetazione tipica di queste aree con olmi, ontani, pioppi, salici e sambuchi.
Fra le specie floreali spicca la Digitalis micrantha (o Digitale appenninica).

## Fauna
Principali specie presenti:
- Mammiferi: Canis lupus o Lupo.
- Uccelli: Milvus migrans o Nibbio bruno, Lanius collurio o Averla piccola (detto anche falconcello)
- Rettili: Elaphe quatuorlineata o Cervone
- Anfibi: Salamandrina terdigitata o Salamandrina dagli occhiali.
- Pesci: Neogobius nigricans o Ghiozzo etrusco o di ruscello, Squalius squalus o Cavedano italico.
- Invertebrati: Melanargia arge.

Altre specie di rilievo: Hystrix cristata o Istrice, Martes martes o Martora comune, Muscardinus avellanarius o Moscardino, Mustela putorius o Puzzola europea, Coronella girondica o Colubro del Riccioli, Elaphe longissima o Colubro d'Esculapio, Natrix tessellata o Biscia tassellata, Rana italica o appenninica.

## Storia
Il Cremera deve la sua notorietà al fatto che fu testimone in epoca romana di importanti eventi storici.
Veio era una potente città etrusca, ed anche la più vicina a Roma. La città sorgeva su una collina alle cui pendici scorreva il fiume Cremera.
Quando Roma tra il VI ed il V secolo a.C. cominciò ad espandere la sua influenza nell'Italia centrale sotto il governo dei re etruschi (Tarquinio Prisco, Servio Tullio, Tarquinio il Superbo) venne fatalmente in contatto con la città di Veio che era la prima città etrusca sulla riva destra del Tevere.
Gli scontri si protrassero con alterne vicende fino alla fine del IV secolo quando Veio fu definitivamente conquistata dai Romani ad opera del dittatore Marco Furio Camillo nel 396 a.C. dopo una guerra durata dieci anni.
All'interno di questo lungo periodo si colloca la battaglia del Cremera, avvenuta nel 477 a.C. in cui i romani, che in quella occasione erano costituiti prevalentemente da appartenenti alla Gens Fabia accompagnati da loro clienti, subirono una dura sconfitta. Nella battaglia perirono tutti gli appartenenti alla gens Fabia con l'esclusione di un giovane che secondo Tito Livio era Quinto Fabio Vibulano che dieci anni dopo questi eventi diverrà console della Repubblica romana.